# Hoche metróállomás
A Hoche egy metróállomás Franciaországban, Párizsban a párizsi metró 5-ös metróvonalán.

## Metróvonalak
Az állomást az alábbi metróvonalak érintik:
- 5-ös metróvonal

## Kapcsolódó állomások
A metróállomáshoz az alábbi állomások vannak a legközelebb:
- Porte de Pantin (Place d’Italie, 5-ös metróvonal)
- Église de Pantin (Bobigny – Pablo Picasso, 5-ös metróvonal)